# Rádlo (sedlářské)

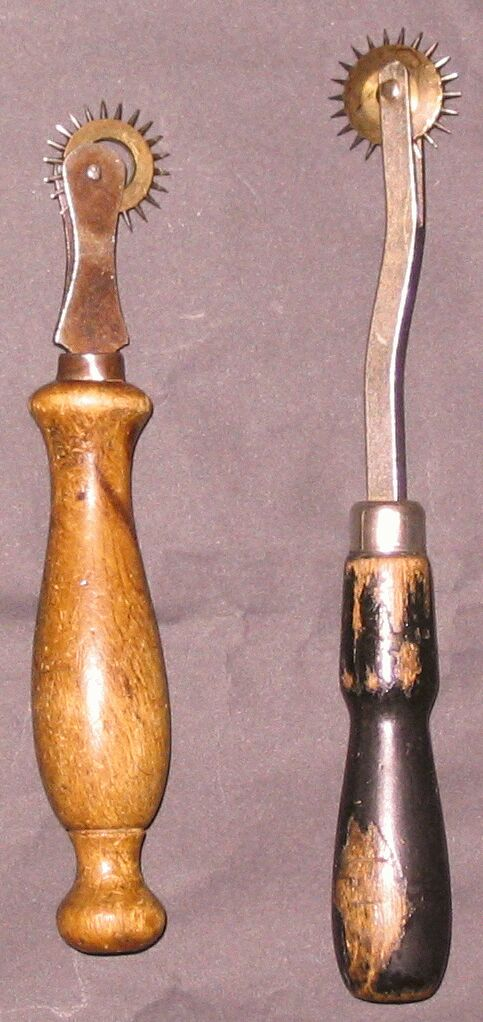
Rádlo

Rádlo je ruční nástroj sloužící v sedlářství k značkování rozestupů stehů.
Rádlo tvoří hvězdicové kolečko na násadě, které při pohybu po kůži obtiskuje mělké, rovnoměrně vzdálené důlky do kůže, které se později propichují šídlem. Moderní rádla zpravidla umožňují výměnu koleček za jiná s různými roztečemi hrotů a tím se mění vzdálenost budoucích švů.